# Dicrocoeliose
Als Dicrocoeliose (Syn. Dikrozöliose) wird die parasitäre Erkrankung bezeichnet, die durch den Kleinen Leberegel verursacht wird. Sie gehört zu den Wurmerkrankungen (Helminthosen) und tritt vorwiegend bei Wiederkäuern auf, bisweilen aber auch bei anderen (Wild-)Tieren sowie Menschen.

## Vorkommen
Von prinzipieller Wichtigkeit für das Auftreten von Dicrocoeliose sind bestimmte Umweltfaktoren, das Vorkommen von Zwischenwirten sowie das Vorkommen von Endwirten. Sie tritt auf großen Weideflächen in Tiefländern und in Bergen auf, vorwiegend in trockeneren Regionen mit Kalkboden. Weideflächen werden in der Regel durch Weidevieh kontaminiert, aber auch wilde Wiederkäuer sowie Kaninchen und Hasen können zur Verbreitung beitragen.

## Pathogenese
Die Infektion mit Kleinen Leberegeln erfolgt durch die Aufnahme von infizierten Ameisen, dem zweiten Zwischenwirt nach Schnecken, mit der Nahrung. In den ersten Tagen nach einer Infektion wandern die jungen Leberegel (Metacercarien) in die Gallengänge des Endwirts. Bedingt durch mechanische Irritationen und durch toxische Effekte der Stoffwechselendprodukte des Kleinen Leberegels kommt es anfänglich zu Gefäßerweiterungen, im akuten Stadium zu Entzündungen der Gallengänge mit Gewebswucherungen im umgebenden Gewebe. Schwere, langanhaltende Infektionen führen zu Verhärtung und Vernarbung der Leber mit chronischer Gallengangsentzündung (Cholangitis), Erweiterung der Gallengänge und Fibrose. Sehr schwere Infektionen (>4800 Parasiten) führen zu einem erhöhten Serumalbuminspiegel, normale oder geringe Infektionen verlaufen ohne klinische Symptome (subklinisch).
Im Endwirt kann sich der Kleine Leberegel bis zu sechs Jahre halten, eine erfolgreiche Regulation oder gar Minderung des Befalls durch eine Immunreaktion ist nicht bekannt.
Generell gilt, dass eine Infektion unscheinbar verläuft. Auch sehr starker Befall führt zu relativ schwachen Symptomen, wie Anämie, Gelbsucht, Ödeme, Schwäche und Leistungsminderungen.

## Diagnose

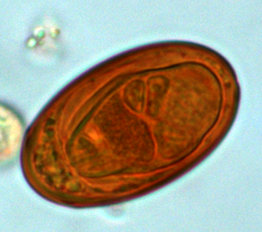
Ei des Kleinen Leberegels

Eine Intravitaldiagnose kann über Bestimmung der Konzentration an Eiern (Sedimentations- oder Flotationsverfahren) erfolgen. Als sehr genau gilt das Flotationsverfahren mit HgI2/KI-Lösung (Kaliumtetraiodomercurat(II), Dichte 1,44 g/ml). Allerdings ist die Konzentration an Eiern auch vom Stress des infizierten Tieres abhängig, schwankt mit der Tageszeit und ist nicht zwangsläufig von der Befallsintensität abhängig.
Die Diagnose wird in der Regel erst im Schlachthof bei der Fleischbeschau gestellt. Offensichtliche makroskopische Hinweise sind Verdickung und Erweiterung der Gallengänge und Leberverhärtung. In den Erweiterungen und z. T. in der Gallenblase finden sich Leberegel verschiedener Größen. Es werden dabei aber nicht alle Fälle von Dicrocoeliose erkannt.
Die Gegenstrom-Immunelektrophorese gilt als der zuverlässigste serologische Test auf einen Befall und kann auch ruhende Infektionen aufzeigen. Ebenso können Antikörper durch ELISA nachgewiesen werden, bisweilen vier bis acht Wochen bevor die ersten Eier im Kot nachweisbar sind.
Als Indikator von Dicrocoeliose kann ebenso der Nachweis von Metacercarien des Kleinen Leberegels dienen.

## Behandlung
Eine Behandlung sollte nur bei schweren Infektionen erfolgen. Trematodenwirksame Wurmmittel müssen in hohen Dosen und mehrfach verabreicht werden. Die Anwendung einiger Benzimidazole und Probenzimidazole gilt als besonders erfolgreich, gefolgt von Pyrazinoisoquinolinderivaten (Praziquantel), Salicylaniliden (Closantel) und Diamfenetiden.
Am erfolgreichsten sind Wurmkuren im Winter und zeitigem Frühling, da dies die Zeit der höchsten Verbreitung des Kleinen Leberegels ist. Es ist ebenso angeraten, Behandlungen am Ende der Hauptinfektionszeit (Ende April/Mai) durchzuführen.
Aus ökologischen Gründen kann eine großflächige Bekämpfung der Zwischenwirte des Kleinen Leberegels nicht erfolgen. Da sich die meisten befallenen Ameisen innerhalb eines Radius von 50 cm um ihren Ameisenhügel aufhalten, kann eine Ausbreitung der Dicrocoeliose zumindest in gewissem Maße durch Umzäunung der Ameisenhügel Einhalt geboten werden. Die Dichte an Zwischenwirten kann ebenso durch Ansiedlung von Räubern (z. B. durch Truthühner, Enten, Gänse und Hühner; ungefähr 50 Tiere pro Hektar) kontrolliert werden.
Obwohl in experimentellem Rahmen auch schon Impfungen erfolgreich durchgeführt wurden, ist noch keine Impfstrategie entwickelt worden.

## Infektionen des Menschen

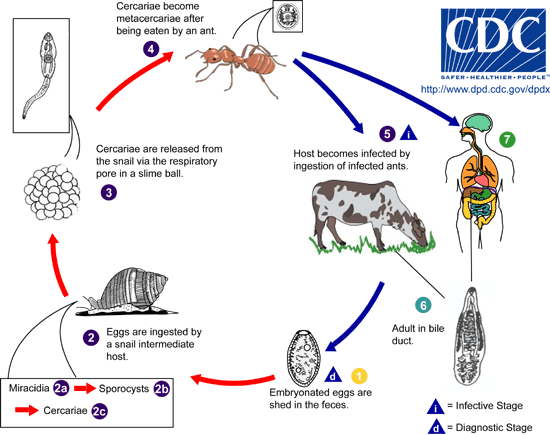
Zyklus des Kleinen Leberegels

Der Befall von Menschen durch den Kleinen Leberegel ist die Ausnahme. Bedingt durch den Zyklus des Kleinen Leberegels können Menschen nur versehentlich durch Verschlucken von Ameisen an Pflanzenmaterial und Früchten infiziert werden. Daher sind Kinder besonders gefährdet. Symptome eines Befalls sind Verdauungsprobleme, Blähungen, Erbrechen, Diarrhoe zusammen mit Verstopfung sowie Gallenkolik. Neben „echten Infektionen“ gibt es auch sogenannte „falsche Infektionen“, die durch den Verzehr von infiziertem Tiermaterial auftreten. Bei diesen „falschen Infektionen“ durchwandern sogenannte Transit-Eier unverändert den Darmtrakt, sind also im Stuhl nachweisbar, obwohl keine tatsächliche Infektion vorliegt.